# Laguna Epulafquen inferior
La laguna Epulafquen inferior un lago de origen glacial, en el departamento Minas, al norte de la provincia del Neuquén, Patagonia argentina.
El lago se encuentra a unos 1.472 metros sobre el nivel del mar, cerca de la frontera con Chile. Está rodeado de bosques de notofagáceas. Está dominado por todos lados por las cumbres de los Andes en la región que no superan 2.500 metros.
La laguna es el último eslabón de una cadena de pequeños lagos cuyas emisarios del río Nahueve, un tributario importante del río Neuquén. Esta cadena de lagos incluyen aguas arriba y aguas abajo: la laguna Las Chaquiras, Laguna Negra y la Laguna Epulafquen superior. El río Nahueve nace del lago en su extremo sureste y desemboca cerca de la localidad de Andacollo.
Epulafquen es una voz mapuche que significa “dos lagos”, en alusión a los lagos Superior e Inferior.